# Jan de Smedt

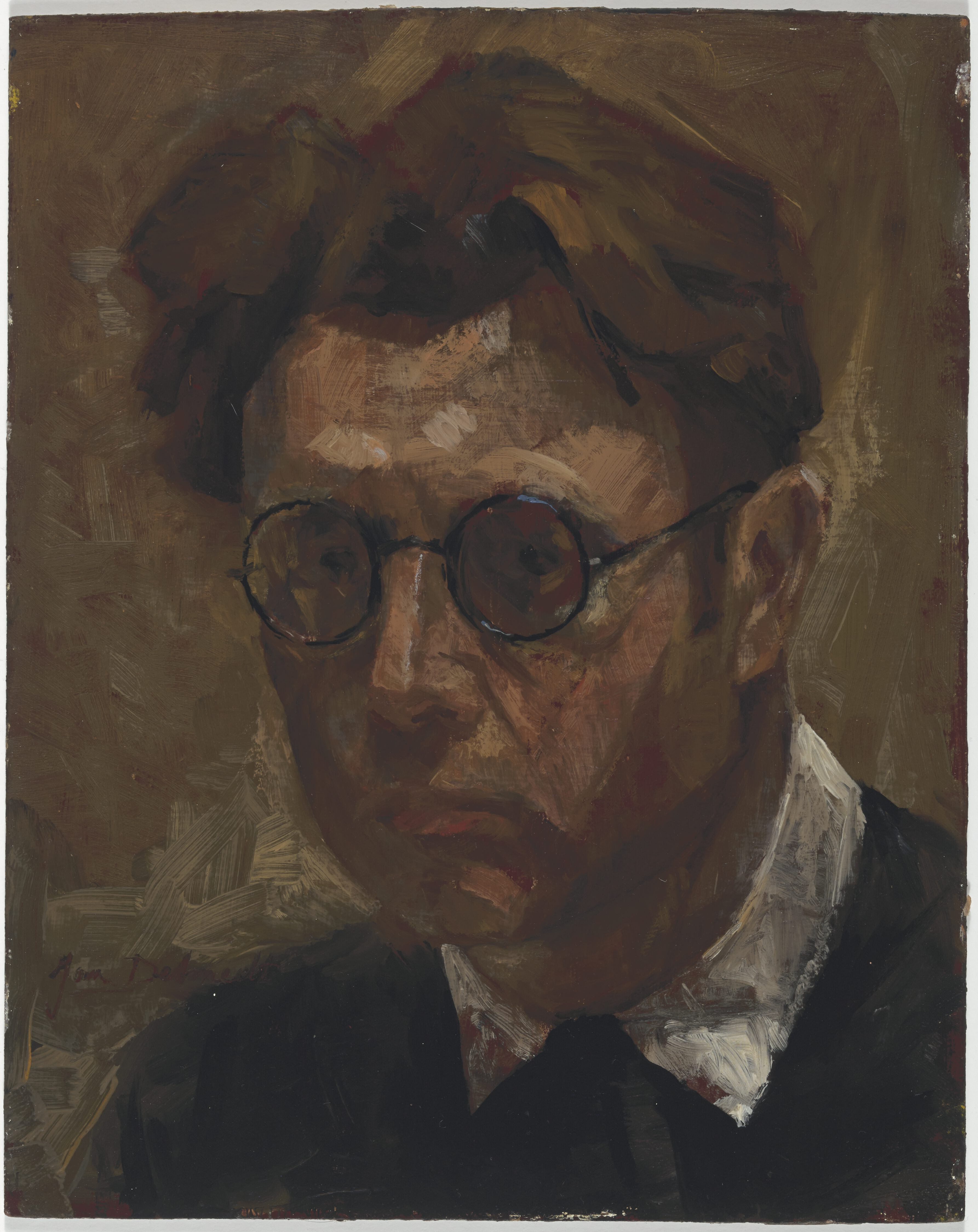
Zelfportret

Jan de Smedt (Mechelen, 7 februari 1905 - aldaar, 17 september 1954), was een Belgisch kunstschilder en beeldhouwer.
Jan de Smedt volgde de kunstopleiding aan de Mechelse Academie voor Schone Kunsten en aan de Koninklijke Academie voor Schone Kunsten in Brussel, waar hij les kreeg van Victor Rousseau en Egide Rombaux. Hij genoot in zijn tijd grote bekendheid als een veelzijdig kunstenaar, zijn werk inspireerde Anton van Wilderode tot een gedicht. Tussen 1939 en zijn dood in 1954 was hij leraar tekenen aan de Academie in Mechelen.
In 2005 werd zijn honderdste geboortejaar in Mechelen gevierd met de inhuldiging van een plein naar zijn naam, een bronzen beeld en een tentoonstelling. Dat jaar werd ook een boek over de kunstenaar uitgegeven waaraan zijn enige zoon, Raphaël, meewerkte.
- Biblioteca Nacional de España: XX1638018
- Bibliothèque nationale de France: cb119698683 (data)
- Gemeinsame Normdatei: 122380843
- International Standard Name Identifier: 0000 0000 4582 3749
- Library of Congress Control Number: no99028814
- Nederlandse Thesaurus van Auteursnamen: 074085859
- RKD-Nederlands Instituut voor Kunstgeschiedenis: 21006
- Système universitaire de documentation: 027715590
- Virtual International Authority File: 23021837
- WorldCat: E39PBJxMpjy8kDTGFd9BFTYtrq